# Natalia Paley

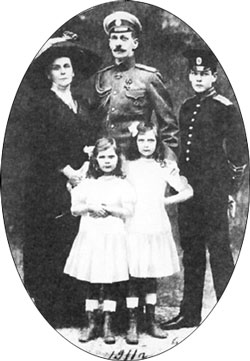
El gran duque Pablo con su esposa, la princesa Olga Paléi y sus tres hijos: Vladímir, Natalia e Irina.

Natalia Pávlovna Paléy (ruso:Наτаля Павловна Палей), princesa Paléi, nacida en 1905 en París, muerta en 1981 en Nueva York. Hija del gran duque Pablo Románov y de Olga Valeriánovna von Pistohlkors, conocida como la Princesa Paléi. En 1927, Natalia Pávlovna se casó con Lucien Lelong (1899-1959). Se volvería a casar, con John Chapman Wilson (1899-1961).

## La Revolución de Octubre
Durante la Revolución rusa de 1917, Natalia Pávlovna se tuvo que refugiar en casa de amigos de sus padres tras la caída de la monarquía. Su padre fue hecho prisionero lo mismo que su hermano, Vladímir Paléi. Los dos fueron luego separados y ejecutados, uno en San Petersburgo y el otro en Alapáyevsk. Natalia vivió con su hermana Irina Pávlovna horas muy difíciles en San Petersburgo, donde fue agredida de forma aún no bien definida por jóvenes bolcheviques lo cual la perturbó para el resto de su vida. Gracias a los esfuerzos de su madre, Natalia y su hermana Irina lograron llegar a la frontera finlandesa, con la ayuda de un soldado del Ejército blanco, caminando sin descanso dos días y dos noches.

## El exilio
De Finlandia pasaron a Dinamarca, donde más adelante su madre se reunió con ellas. Vivieron luego en París y también en Biarritz. Conoció al modista Lucien Lelong, para quien trabajó como modelo y con quién se casó en 1927. En París fue una de las estrellas de la alta sociedad de la época. Natalia Pávlovna frecuentó a Jean Cocteau, quién la inició al consumo del opio, a Marie-Laure de Noailles, Charles de Noailles y Serge Lifar. Más adelante conoció en Milán a Lucchino Visconti para quién actuó en una película. 
Siguiendo el consejo de su amiga Marlene Dietrich, Natalia Paléi fue a los Estados Unidos, se instaló en Hollywood, en 1937, donde se casó con un productor de Broadway, John Chapman Wilson. Natalia Paléi murió en 1981 ciega en París.

## Las películas de Natalia Paléi
- L'Épervier de Marcel L'Herbier.
- 1930: Le Sang d'un poète de Jean Cocteau.
- 1935: Sylvia Scarlett de George Cukor.